# Calamus laoensis
Calamus laoensis är en enhjärtbladig växtart som beskrevs av T.Evans och Al. Calamus laoensis ingår i släktet Calamus och familjen Arecaceae. Inga underarter finns listade i Catalogue of Life.